# Doreen Shaffer
Monica Johnson, bolj znana pod umetniškim imenom Doreen Shaffer, jamajška pevka, * Kingston, Jamajka.

## Življenje
Izvira iz siromašne družine iz barakarske četrti Kingstona. Že v šoli je pokazala zanimanje za nastopanje in ustvarjanje glasbe. Besedilo svoje prve skladbe, »Adorable You«, je napisala na melodijo skladbe »What a difference a day made« ameriške pevke Dinah Washington in odšla na avdicijo v slavni Studio One producenta Clementa »Sir Coxsone« Dodda. Pesem je nanj naredila vtis, zato jo je predstavil drugim glasbenikom, ki so tisti čas ustvarjali v studiu - Jackieju Opelu, Rolandu Alphonsu, Tommyju McCooku, Jahu Jerryju, Donu Drummondu, Jackieju Mittooju, Lloydu Knibbu, Lesterju Sterlingu idr. V tistem času so bili na Jamajki izjemno priljubljeni dueti pevk in pevcev, zato je bila njegova prvotna zamisel, da bi Shafferjeva nastopala v duetu z Opelom.
Namesto tega je pričela nastopati z ostalimi glasbeniki, ki so tisti čas ravno formirali skupino. To so bili prelomni časi za Jamajko, ki se je leta 1963 osamosvojila izpod britanske oblasti in Clement Dodd je želel ob tem ustvariti nekaj novega, glasbeni slog, ki bi bil pristno jamajški. Na Doddovo prigovarjanje so glasbeniki, ki so si nadeli ime The Skatalites, pričeli eksperimentirati z ritmi in melodijami, in nastal je ska. Skupina je postala izjemno priljubljena, Doreen Shaffer je nastopala kot njihova pevka do razpada leta 1965. Zaradi njene vloge pri nastanku in zgodnji popularizaciji tega glasbenega sloga je v medijih pogosto opisana z izrazi, kot so »kraljica ska glasbe« ipd.
Po razpadu skupine je nekaj časa samostojno nastopala kot pevka v klubu, nato pa je za skoraj dve desetletji prekinila glasbeno kariero in se posvetila materinstvu. Rodila je tri hčerke in sina.
V začetku 1980. let se je odzvala povabilu in se ponovno pridružila skupini The Skatalites, ki so jo njeni nekdanji člani obnovili v ZDA. Z The Skatalites nastopa in se udeležuje turnej vse od takrat, izdali so tudi več novih albumov. Poleg tega občasno sodeluje z drugimi glasbeniki, kot so The Moon Invaders, izdala pa je tudi en samostojen album.

## Diskografija

### Z The Skatalites
- Hi-Bop Ska (1994)
- Foundation Ska (1996)
- Greetings from Skamania (1996)
- From Paris with Love (2002)
- On the Right Track (2007)
- Walk With Me (2013)

### Samostojni albumi in druga sodelovanja
- Doreen Shaffer & Nioami Philips - Read Me Right, 1979
- Doreen Shaffer - Adorable. Grover Records, 1997
- Doreen Shaffer with The Moon Invaders - Groovin'. Grover Records, 2008